# Skilla
Skilla (Scilla) er en slægt med ca. 90 arter af løgvækster, der findes i det meste af Eurasien og Afrika. Blomsterne er almindeligvis blå, men hvide, lyserøde og violette former kendes også. De fleste er forårsblomstrende, men der er nogle arter, som blomstrer om efteråret.
Flere arter af afrikanske løgplanter, som tidligere har været henregnet til Skilla, er nu samlet i slægten Ledebouria. Den bedst kendte af disse er potteplanten "Scilla violacea", som nu rettelig skal hedde Ledebouria socialis.
I det følgende nævnes kun de arter, som er almindeligt dyrkede i Danmark.
| Beskrevne arter |

- Himmelblå skilla (Scilla amoena)
- Tobladet skilla (Scilla bifolia)
- Persisk skilla (Scilla mischtschenkoana) (tidligere: Scilla tubergeniana)
- Russisk skilla (Scilla sibirica)

| Beskrevne arter |

- Scilla autumnalis
- Scilla hohenackeri
- Scilla hyacinthoides
- Scilla litardierei
- Scilla monophyllos
- Scilla paucifolia
- Scilla peruviana
- Scilla rosenii
- Scilla verna
- Scilla winogradowii